# Phylloxeroxenus rajaensis
Phylloxeroxenus rajaensis är en stekelart som beskrevs av Durgadas Mukerjee 1981. Phylloxeroxenus rajaensis ingår i släktet Phylloxeroxenus och familjen kragglanssteklar. Inga underarter finns listade i Catalogue of Life.